# 奥園国義
奥園國義（おくぞのくによし、1925年 - 2013年）は、日本の剣道家（範士。段位は九段を取得するも、後に返上）。
選手として活躍を経て大阪府警察師範、近畿管区警察学校教授、全日本剣道連盟副会長、桃山学院大学剣道部師範、大阪星光学院講師などを歴任。

## 経歴
- 1925年（大正14年） 鹿児島県薩摩郡樋脇村で七人兄弟の三男として誕生。
- 1947年（昭和22年） 大阪府警察に奉職し、剣道正式復活後特練員となる。第13回明治村剣道大会優勝。
- 2003年（平成15年） イギリスで開催された世界剣道選手権大会で審判長を務める。その大会前にエリザベス女王に謁見し握手をする。
- 2007年（平成19年） 日本武道協議会武道功労者表彰受章。

## 人物
鹿児島県薩摩郡樋脇村で七人兄弟の三男として誕生。小学校時代に剣道を始め以後、宮之城農蚕学校、海軍航空隊、予科練時代も稽古に没頭し研鑽を積む。
18歳の時戦争が始まり土浦の海軍航空隊に入隊を志願する。辞令に従い飛行機操縦の教官として滋賀県の比叡山に置かれた航空隊へと赴く。航空隊では、武道大会が恒例として催されており、その時初段だった奥園は飛行科の個人戦で準優勝する。
その戦績が剣道好きの飛行隊長の目に留まり、ある日進路先を聞かれた際、南方の劣勢を知っていた奥園は南方を希望した。隊長は少し渋い顔つきになりじっと考え込んだが、「俺に任せろ」と一言。
その後一年も経たない昭和19年になると戦況は悪化し、教官どころではなくなり特攻隊要員として神雷特別攻撃隊「桜花 (航空機)」隊員に編入し、幻の特攻基地と呼ばれた比叡山山頂の宿坊で待機する。
特攻機は桜花 (航空機)K-1と命名された物で、いわゆる人間爆弾で片道分の燃料しか積んでいない飛行機に乗る事になる。